# Castell de Langoiran

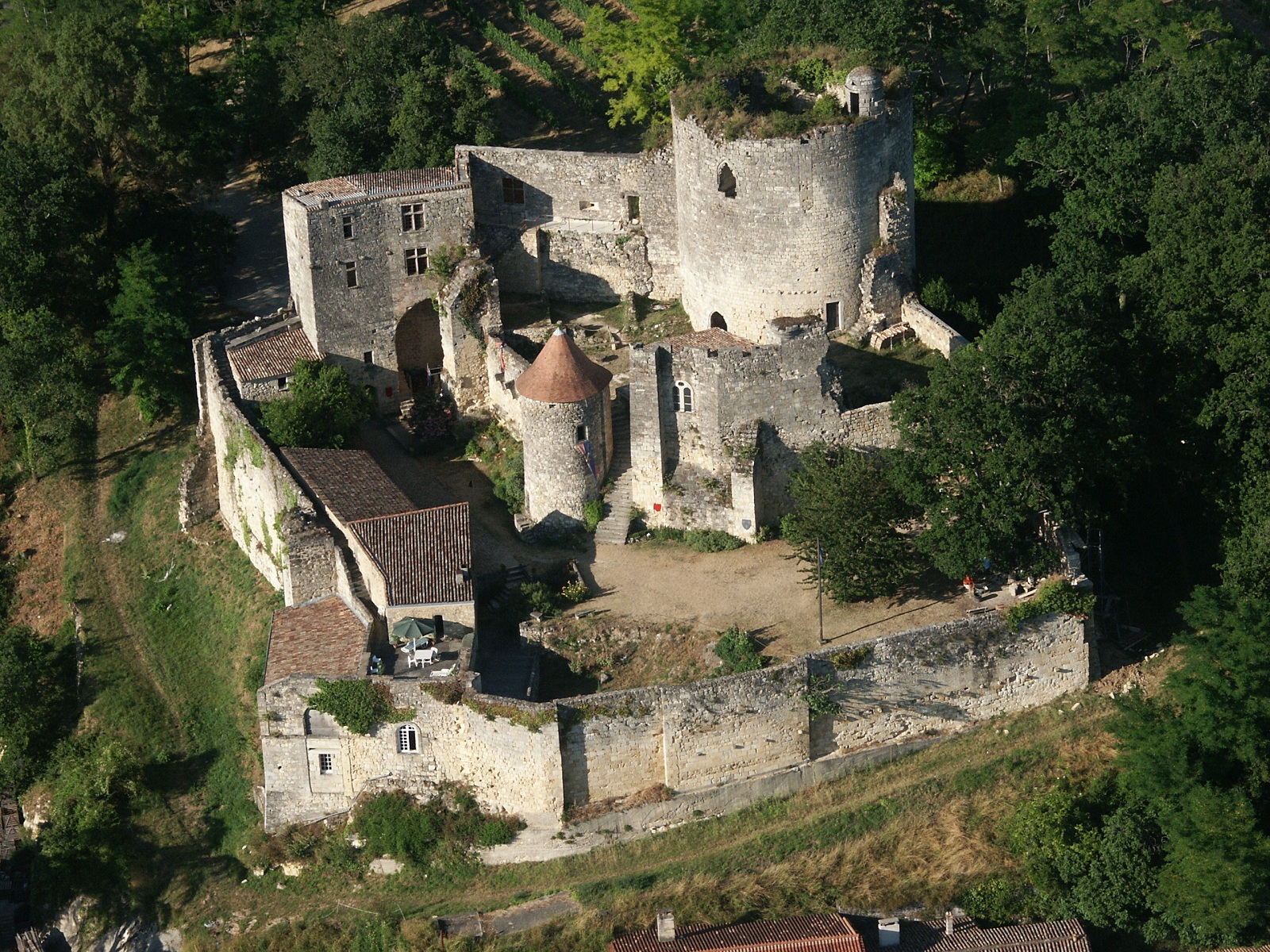
Castell de Langoiran

El Château de Langoiran és un castell feudal a la comuna de Langoiran al departament de Gironde, França.
Ha estat classificat com Monument historique (Monument històric) des del 19 de maig de 1892.

## Història
Els senyors de Langoiran van mantenir la seva fidelitat al Rei-Duc, com l'única excepció, Bérard d'Albret qui va haver de combatre per al rei de França al final de la seva vida.
El castell de Langoiran va ser propietat de les més il·lustres famílies del Sud-Oest de França. Els Escoussans foren els constructors de l'actual castell (segle XII al segle XIV). El castell va pertànyer a la família Albret a la segona part del segle xiv. Els Montferrand en foren els propietaris del final del segle xiv a principis del segle xvi. Hi hagué un període curt com a possessió real, i després fou de la família d'Armagnac. Els senyorius de Langoiran arruïnats per unes guerres infructuoses es veuen obligats a vendre terres i castell a una família de Bordeus els Arnoul, burgesos ennoblits. Aquest esdeveniment il·lustra la mescla social de la societat en aquesta època.
L'any 1649, durant la Fronde (aixecament contra el cardenal Mazarino durant la minoria d'edat del rei Lluís XIV de França, 1648-1652) el castell de Langoiran, està a les mans de la família Daffis. L'hereu resulta ser el President del Parlament de Bordeus, partidari dels frondeurs contra el cardenal Mazarino. El duc d'Epernon governador de la Guyenne, s'apodera del castell de Langoiran, ho incendia i fa esclatar la torre.
A partir de 1972 el castell fou restaurat per l'associació Les Amis du château de Langoiran.

## Arquitectura
- Torre del segle xiv. La més important de la regió pel seu diàmetre i per l'amplària dels seus murs. Per la seva massa i per les seves defenses constitueix la part més important del castell. La torre domina la vall del Garona (més de 80 metres) i des d'allà es pot admirar el panorama sobre un radi de 50 km.
- Torre d'angle (s.XVI- s.XVII) construïda toscament en una època de dificultats, té troneres per a les armes de foc.